# Seumatang
Seumatang is een bestuurslaag in het regentschap Aceh Timur van de provincie Atjeh, Indonesië. Seumatang telt 421 inwoners (volkstelling 2010).